# Achatinella spaldingi
Achatinella spaldingi foi uma espécie de gastrópodes da família Achatinellidae.
Foi endémica de Oahu no Arquipélago do Havaí.